# Euphyia confusaria
Euphyia confusaria là một loài bướm đêm trong họ Geometridae.